# LittleBigPlanet (PSP)
 LittleBigPlanet PSP, comúnmente abreviado LBP PSP,  es un videojuego de plataformas de 2009 (con el contenido generado por el propio usuario) para el PlayStation Portable desarrollado por Cambridge Studio junto con Media Molecule. Se trata de una versión portátil del LittleBigPlanet de PlayStation 3, aunque con una historia diferente modo para un jugador y sin las capacidades multijugador del original. Fue lanzado el 17 de noviembre de 2009 
en América del Norte y 20 de noviembre de 2009 en Europa.

## Jugabilidad
El juego es exactamente igual que la versión original de PlayStation 3 pero sin el aspecto multijugador cooperativo y una de las "capas" en la que se crea el nivel 'set' en su interior. La versión para PlayStation 3 cuenta con tres capas "densas" y cuatro capas "finas", sin embargo LittleBigPlanet PSP solo tiene dos capas "densas" y tres capas "finas"). El juego consta de una introducción, 23 niveles principales, y 14 mini-plantas, 2 de las cuales son "Mini-Juegos". creados por SCE Estudio Cambridge, y se basan en torno a siete temas diferentes. Inspirados en lugares del mundo real, incluyendo los jardines chinos, los desiertos australianos secos y etapas alpinas Aunque la mayoría de estos niveles se parecen a su homólogo de PlayStation 3, de hecho, son nuevos niveles rediseñados. Los jugadores deben recorrer complicados laberintos en niveles utilizando dispositivos como interruptores, plataformas y linternas flotantes que pueden ser montados o agarrar giratorio. El principal objetivo de cada nivel es de pasar de un lado del escenario al otro, esquivando artilugios mortales como serpientes eléctricas disparando y tratando de matar a su sackperson.
El objetivo general del juego es capturar las burbujas de premios que incluyen pegatinas, los trajes, los materiales y objetos de los jugadores pueden utilizar para personalizar su propio Sackboy y niveles. Los jugadores pueden crear sus propios niveles de una pizarra en blanco o una plantilla utilizando diversos elementos obtenidos en el juego y los artículos confeccionados por los desarrolladores del juego. Estos niveles pueden ser subidos a los servidores en línea del juego para ser compartidos entre la comunidad.
El juego básicamente consta de 7 escenrios distintos (Las Antípodas, El Oriente, El Bazar, Arenas Doradas, Carrera Alpina, Ciudad Oropel y El Carnaval) los cuales han sido creados por siete "Creadores Conservadores" (El Místico, Emperador Sario, El Genio, Príncipe Funubis, Reloj Hans, El Director EdWooden y La Reina del Carnaval).

## Recepción
El juego ha recibido críticas generalmente positivas de la mayoría de los críticos, tanto Eurogamer e IGN dio LittleBigPlanet una puntuación de 9/10 comentando que la versión de PSP fue tan buena como la versión de PlayStation 3 y llegó a decir que el título era "one of the stand-out titles" para la consola, mientras que IGN comentó que "la diversión de la plataformas, las herramientas de creación son sólidas y en línea es sin duda impresionante, especialmente teniendo en cuenta que estas características de carga/descarga son en la PSP."
GameSpot obtuvo un 8 sobre 10 criticando la poca historia, la manipulación de Sackboy limitada, y la ausencia de varios jugadores, pero elogió el hecho de que casi todo lo demás estaba intacto de la versión de PlayStation 3.

## Curiosidades
- Los siete escenarios distintos del juego están inspirados en siete lugares distintos de todo el mundo:
  - Las Antípodas de El Místico
    - Australia Aborigen

  - El Oriente del Emperador Sario
    - China

  - El Bazar del Genio
    - Medio Oriente

  - Arenas Doradas del Príncipe Funubis
    - desierto africano

  - Carrera Alpina del Reloj Hans
    - Alpes Suizos

  - Ciudad Oropel del Director EdWooden.
    - Hollywood

  - El Carnaval de los Creadores Conservadores
    - Carnaval de Brasil
    - Favelas

- LittelBigPlanet tiene seis idiomas distintos disponibles : Español, Inglés, Portugués, Alemán, Italiano y Francés; aunque solo se conoce que la narración en su versión en inglés es hecha por Stephen Fry y en su versión en español por Ivan Jara
- Algunos de los stickers o Pegatinas que se obtienen en las antípodas son referencias a las pinturas rupestres hechas por antiguos aborígenes australianos, entre los que se figuran los Wandjinas, seres místicos de la mitología Aborigen australiana.
- Según los creadores del juego, el protagonista del juego, sackboy, "es una criatura cosida a mano, el cual está relleno de pelusa y helado".
- Sobre esta saga, se ha compuesto un álbum musical titulado "LittleBig MUSIC", del cual, se usa solo una pista en éste videojuego , llamada "The Orb of Dreamers".